# ۱۰۶۸ (خورشیدی)
۱۰۶۸ هزار و شصت و هشتمین سال هجری خورشیدی است.